# Helmut Baur (Radsportler)

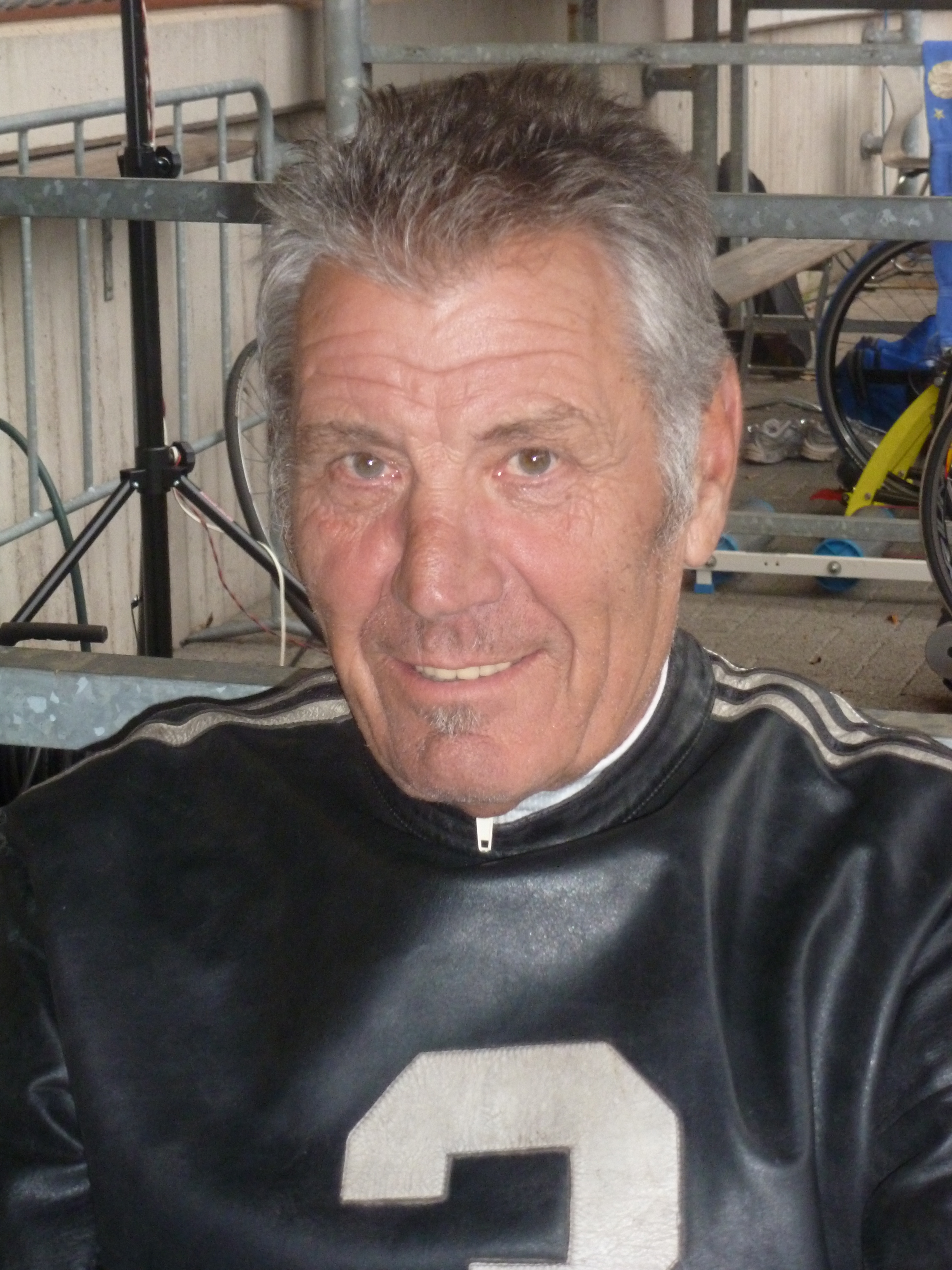
Helmut Baur

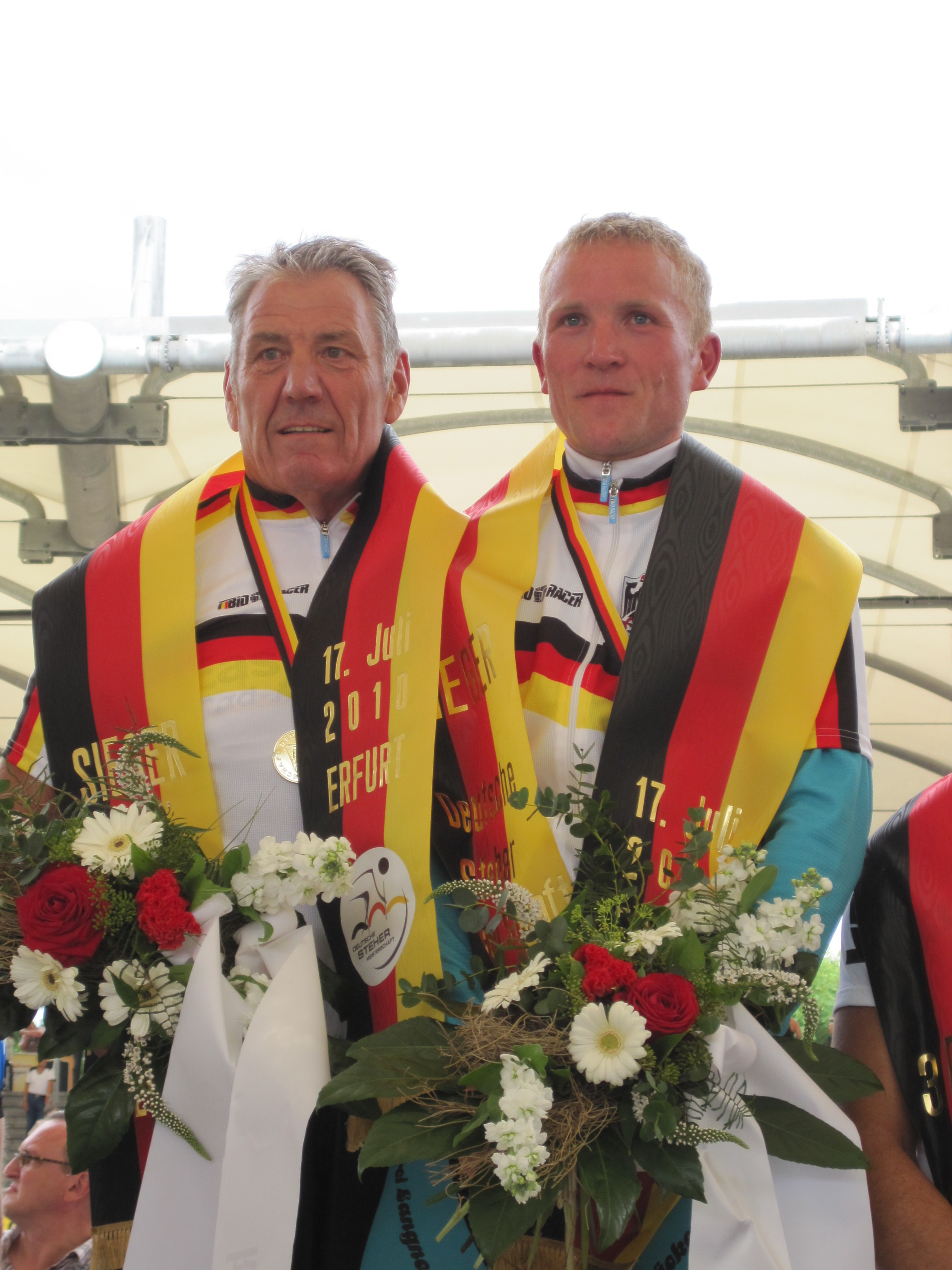
Baur (l.) bei der Siegerehrung der deutschen Stehermeisterschaft 2010 in Erfurt mit Marcel Möbus

Helmut Baur (* 24. August 1944 in Singen) ist ein ehemaliger deutscher Radsportler und war seit 1973 als Schrittmacher bei Steherrennen und Dernyrennen aktiv.
Mit einem Titel bei der UEC-Derny-Europameisterschaft, drei Deutschen Meisterschaften im Steherrennen, vier Deutschen Meistertiteln im Dernyrennen und vier Schweizer Meisterschaften im Steherrennen war Helmut Baur einer der erfolgreichsten aktiven deutschen Schrittmacher. Helmut Baur ist darüber hinaus seit Jahren anerkannter Guide eines Radsport-Camps auf Mallorca und somit in jedem Frühjahr einige Monate selbst aktiver Radrennfahrer. Sohn Thomas Baur tritt als Schrittmacher in seine Fußstapfen.
Am 27. Januar 2015 beendete Baur beim 104. Berliner 6-Tagerennen seine Laufbahn als Schrittmacher, nachdem er sich bereits im September 2014 auf seiner Heimatbahn in Singen verabschiedet hatte.

## Erfolge als Schrittmacher (Auszug)
- 1984 – Europameister im Dernyrennen mit Danny Clark Australien
- 1994 – Schweizer Meister der Steher mit Ricci Rossi
- 1994 – Deutscher Meister im Dernyrennen (open) mit Uwe Messerschmidt
- 1996 – Schweizer Meister der Steher mit Ricci Rossi
- 1998 – Deutscher Meister im Dernyrennen mit Mario Vonhof
- 1999 – Deutscher Meister im Dernyrennen mit Mario Vonhof
- 2000 – Deutscher Meister im Dernyrennen mit Mario Vonhof
- 2005 – Deutscher Meister der Steher mit Carsten Podlesch
- 2006 – Deutscher Meister der Steher mit Carsten Podlesch
- 2008 – Schweizer Meister der Steher mit Jan Ramsauer
- 2010 – Deutscher Meister der Steher mit Marcel Möbus
- 2011 – Schweizer Meister der Steher mit Peter Jörg
- 2013 – Europameister der Steher mit Mario Birrer
- 2014 – Europameister der Steher mit Mario Birrer